# IC 734-1
IC 734-1 — галактика типу E (еліптична галактика) у сузір'ї Чаша.
Цей об'єкт міститься в оригінальній редакції індексного каталогу.